# Independencia, Juan Rodríguez Clara
Independencia är en ort i Mexiko.   Den ligger i kommunen Juan Rodríguez Clara och delstaten Veracruz, i den sydöstra delen av landet, 400 km öster om huvudstaden Mexico City. Independencia ligger 101 meter över havet och antalet invånare är 225.
Terrängen runt Independencia är platt, och sluttar söderut. Runt Independencia är det ganska glesbefolkat, med 27 invånare per kvadratkilometer. Närmaste större samhälle är Los Tigres, 12,8 km nordost om Independencia. Omgivningarna runt Independencia är en mosaik av jordbruksmark och naturlig växtlighet.